# Daoud Abdel Sayed
Pour les articles homonymes, voir Sayed.
Daoud Abdel Sayed (داود عبد السيد) est un réalisateur de cinéma égyptien, né au Caire en 1946.
Il a débuté dans le cinéma comme assistant de Youssef Chahine. Il est découvert par l'excellent  Kit Kat, fable ironique sur l'état de délabrement de la société égyptienne.

## Filmographie
- 1990 : À la recherche de Sayed Marzouq (al Bahth an Al-Sayyid Marzuq)
- 1991 : Al-Kit Kat (Kit Kat)
- 1993 : Terre des rêves (Ard el ahlam)
- 1994 : Le Voleur de joie (Sarek al-farah)
- 1999 : La Terre de la peur (Ard al-Khof)
- 2001 : Le Citoyen, l'indic et le voleur (Mowaten we Mokhber we Haramy)
- 2010 : Messages de la mer (Rassael el bahr)